# خاچاپوری
خاچاپوری (گرجی: ხაჭაპური خاچاپوری [xɑtʃʼɑpʼuri] ( از گرجی: ხაჭო Georgian pronunciation: [xatʃ'o] " + گرجی: პური Georgian pronunciation: [p'uri] "نان") یک غذای سنتی گرجی از نان پر از پنیر است. ابتدا نان را خمیر می‌کنند و اجازه می‌دهند تا ور بیاید، به اشکال مختلف قالب به آن می‌زنند و سپس وسط آن را با مخلوطی از پنیر (تازه یا کهنه، معمولاً پنیر خاچاپوری تخصصی)، تخم مرغ و سایر مواد پر می‌کنند. پوسته نان به‌طور سنتی جدا می‌شود و در پنیر فرومی‌رود..
این غذا در گرجستان بسیار محبوب است، هم در رستوران‌ها و هم به عنوان غذاهای خیابانی سرو می‌شود. در گرجستان قیمت خاچاپوری به عنوان معیاری برای سنجش تورم در شهرهای مختلف گرجستان توسط «شاخص خاچاپوری» که توسط دانشکده بین‌المللی اقتصاد در دانشگاه دولتی تفلیس ایجاد شده‌است، استفاده می‌شود. خاچاپوری غذای ملی گرجستان است که در فهرست میراث فرهنگی ناملموس گرجستان ثبت شده‌است.

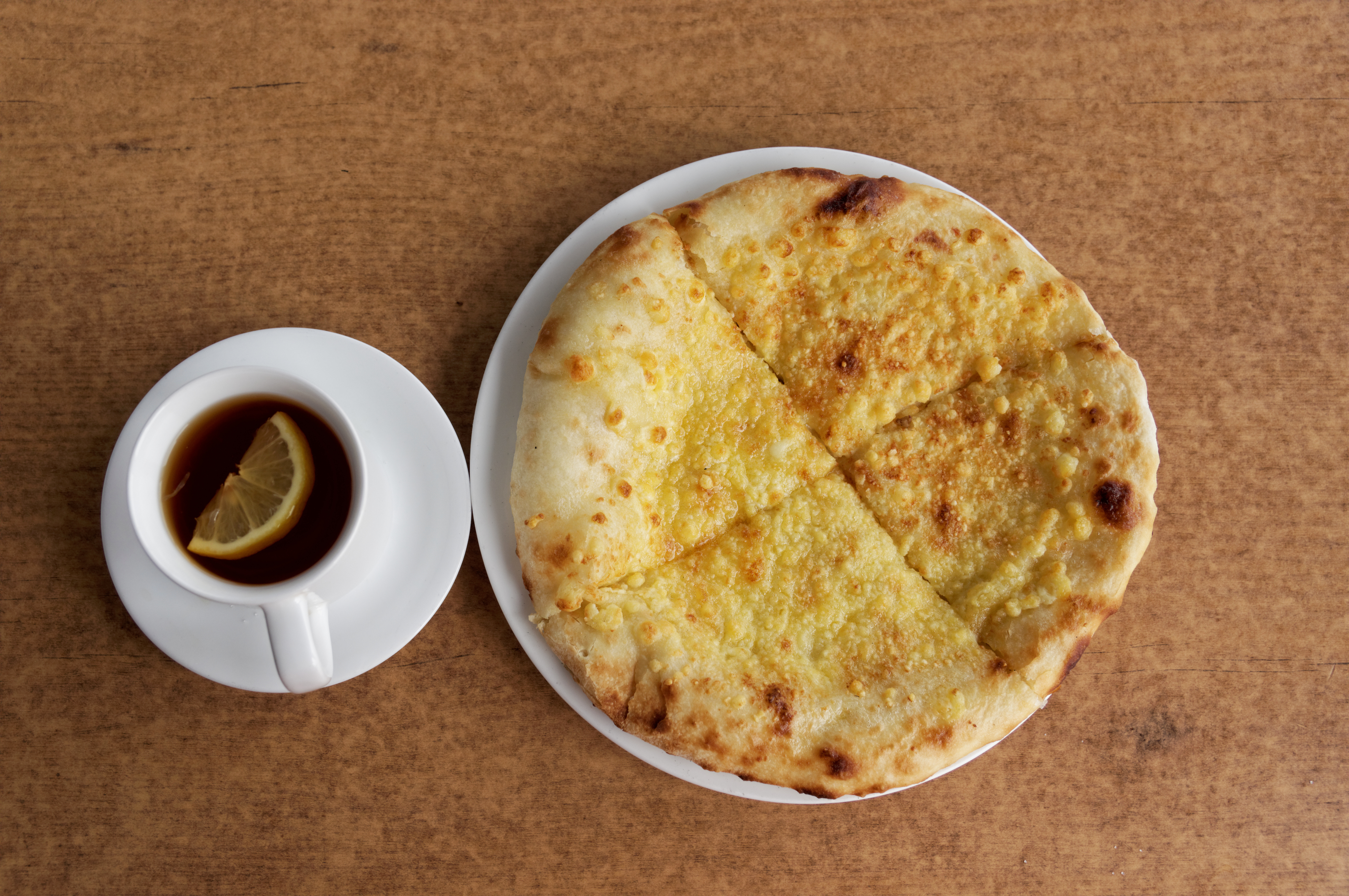
خاچاپوری سامگرلویی، یکی از انواع منطقه‌ای این غذا

## خارج از گرجستان
خاچاپوری در کشورهای پساشوروی، از جمله روسیه، محبوبیت دارد. گزارش شده است که در طول بازی‌های المپیک زمستانی ۲۰۱۴ در سوچی، ۱۷۵ هزار خاچاپوری مصرف شده است. خاچاپوری در ارمنستان یکی از غذاهای خیابانی رایج و محبوب به‌شمار می‌رود و به‌طور گسترده در رستوران‌ها و غذاخوری‌های مدارس سرو می‌شود. این غذا در اسرائیل، به‌ویژه به‌عنوان چاشت، محبوبیت فزاینده‌ای یافته است. خاچاپوری توسط یهودیان گرجی به این کشور آورده شد و به تدریج به دیگر نقاط جهان، از جمله ایالات متحده، گسترش یافته است.